# Piptadeniastrum africanum
Piptadeniastrum africanum är en ärtväxtart som först beskrevs av Joseph Dalton Hooker, och fick sitt nu gällande namn av John Patrick Micklethwait Brenan. Piptadeniastrum africanum ingår i släktet Piptadeniastrum och familjen ärtväxter. Inga underarter finns listade i Catalogue of Life.

## Bildgalleri

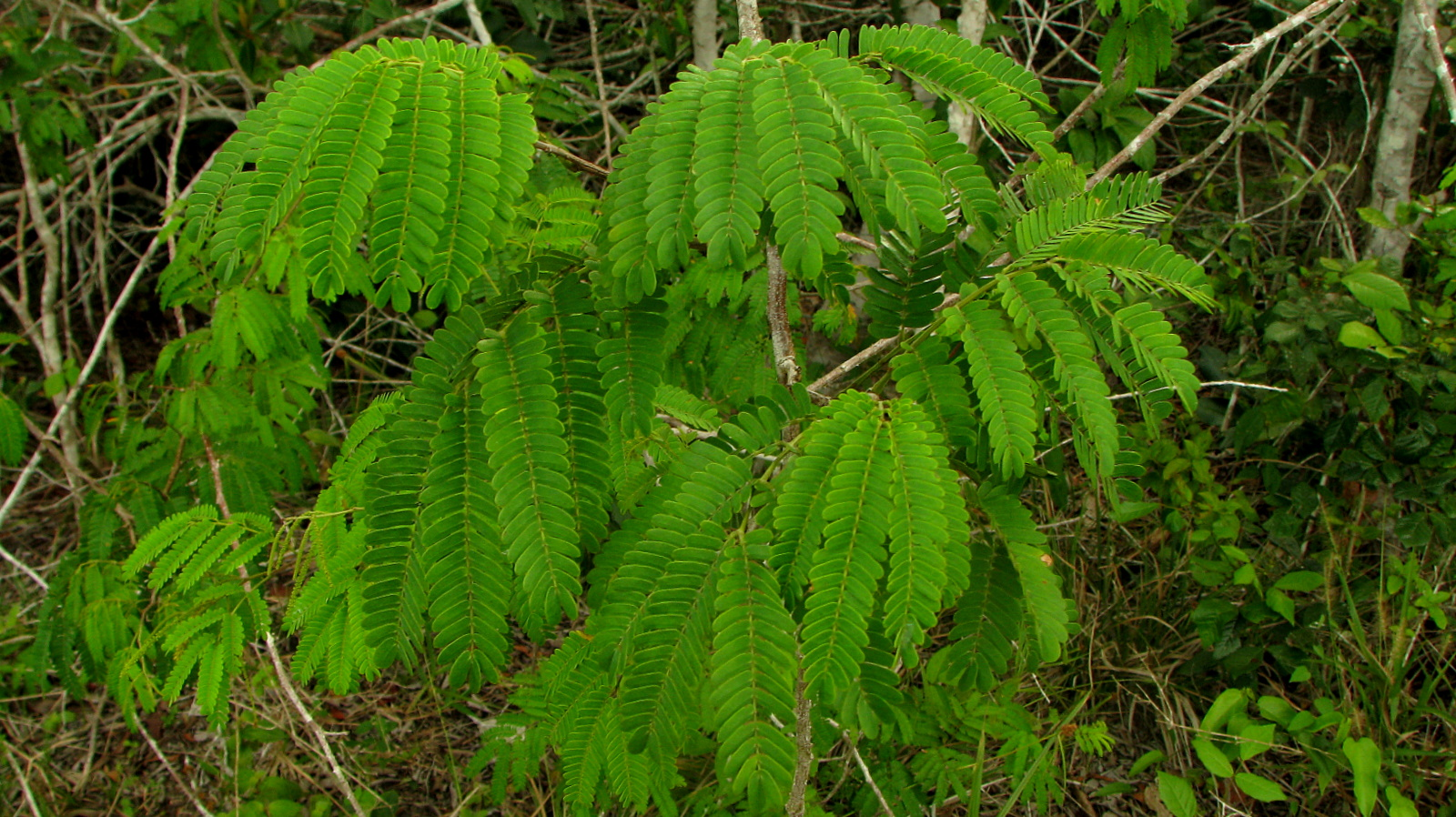
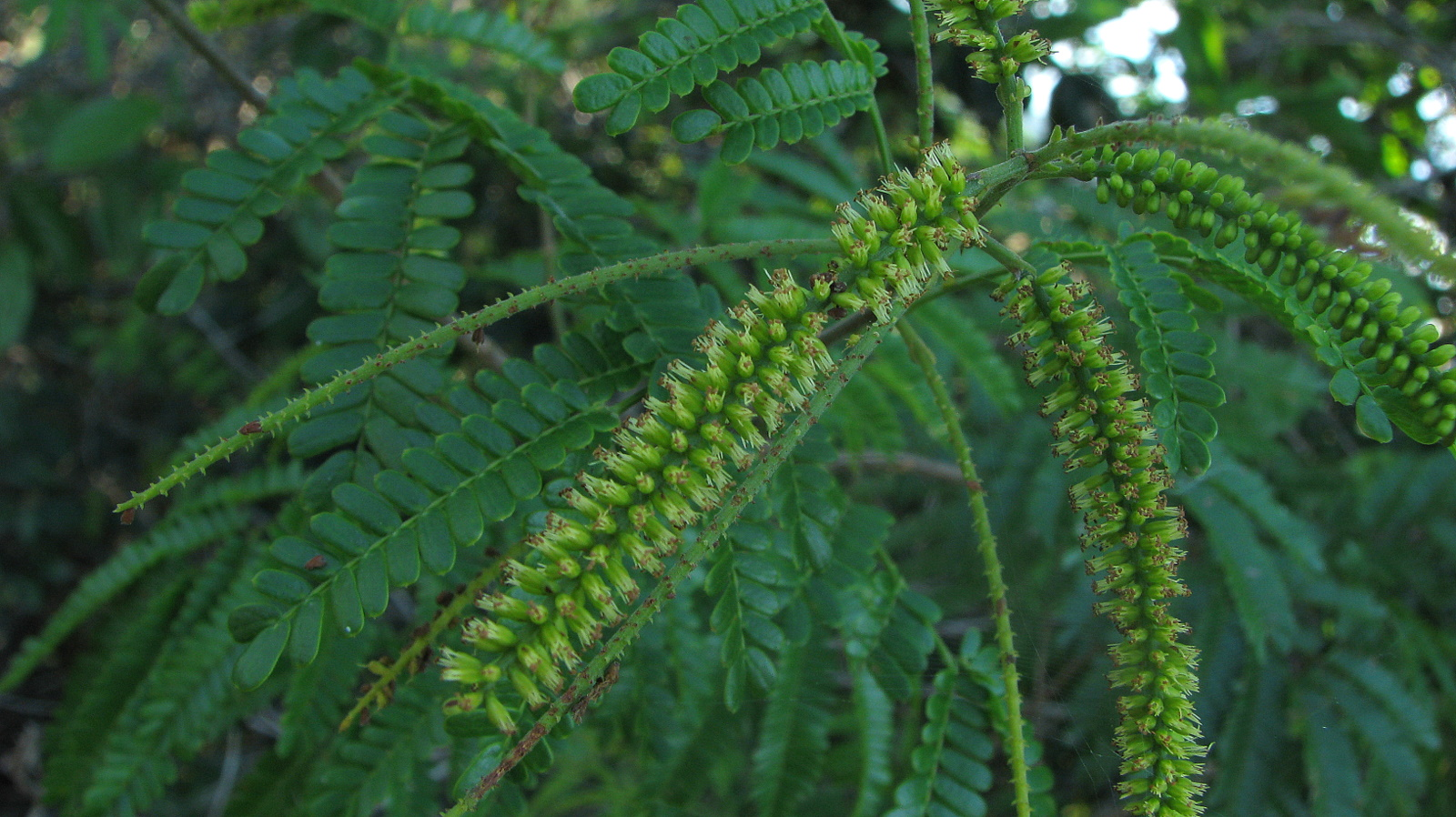
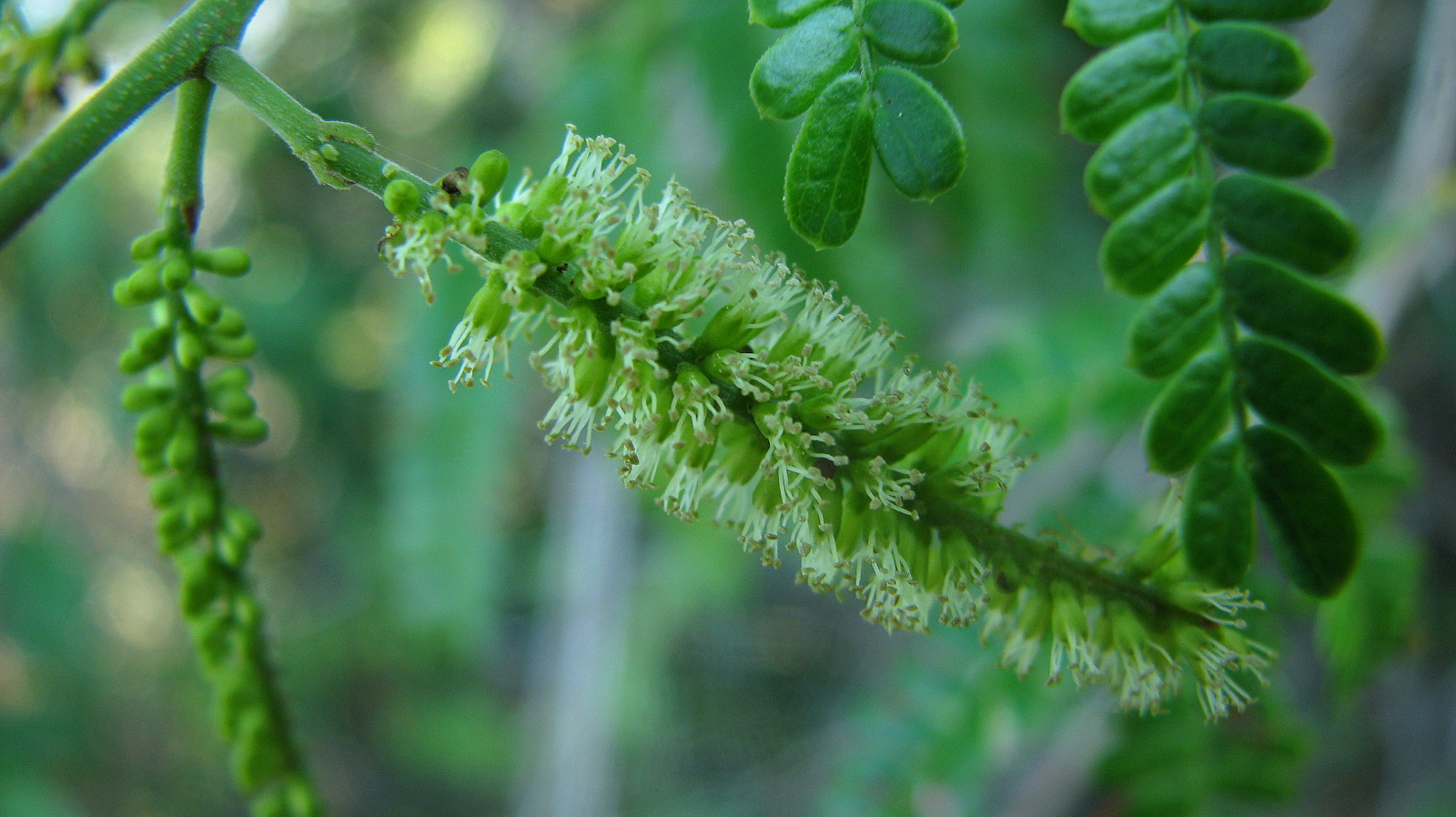